# Џумадјен
Џумадјен (驻马店) град је Кини у покрајини Хенан. Према процени из 2009. у граду је живело 301.175 становника.

## Становништво
Према процени, у граду је 2009. живело 301.175 становника.
| 1990.   | 2000.   | 2009    |
| ------- | ------- | ------- |
| 119.333 | 199.804 | 301.175 |